# Willibald Krenn
Willibald Krenn (* 13. Mai 1928 in Hohenbrugg an der Raab; † 22. Juli 2018 in Weiz) war österreichischer Politiker (SPÖ). Er war von 1979 bis 1981 Abgeordneter zum Nationalrat und von 1969 bis 1979 Bürgermeister von Weiz.
Krenn besuchte nach der Volksschule ein Realgymnasium und wechselte danach an die Höhere Technische Bundeslehranstalt für Maschinenbau und Elektrotechnik. Er arbeitete zwischen 1950 und 1954 für die Österreichischen Bundesbahnen und war danach von 1954 bis 1961 als Konstrukteur für Transformatorenbau der ELIN-UNION AG in Weiz beschäftigt. 1961 stieg er zum Leiter der Arbeits- und Terminplanung für den gesamten Transformatorenbau auf, ab 1969 war er Technischer Assistent der Werksleitung der Elin-Union AG für elektrische Industrie.
Krenn gehörte von 1960 bis 1969 dem Gemeinderat von Weiz an und übernahm am 10. April 1969 das Amt des Bürgermeisters. Zwischen dem 5. Juni 1979 und dem 30. November 1981 vertrat er die SPÖ im Nationalrat, zudem war er Mitglied der Geschäftsleitung des Österreichischen Städtebundes.
2014 gab Krenn der Stadtgemeinde Weiz im Rahmen einer Imagekampagne zur Gemeindefusion von Weiz und Krottendorf ein kurzes Videointerview, das auf Facebook veröffentlicht wurde. Dabei ließ er wissen, dass er sich über die Zusammenlegung der beiden Gemeinden freue, da diese bereits in den 1970er-Jahren (während seiner Amtszeit als Bürgermeister) angedacht gewesen, damals allerdings am politischen Widerstand gescheitert sei.